# Emily Sloane
Emily Sloane este un personaj fictiv din serialul Alias, jucată de Amy Irving.
Emily a fost căsătorită cu șeful SD-6, Arvin Sloane de mai bine de 30 de ani. Nu se știu multe despre viața ei din afara căsniciei cu Arvin. A lucrat la Departamentul de Stat pentru mai mulți ani, dar când nu se știe. Emily era o foarte bună la grădinărit. Ea și Arvin au avut un copil, Jacquelyn, care a murit tragic în copilărie. Durerea ai a fost așa de mare încât i-a cerut lui Sloane să nu-i mai pomenească de copilul lor.
Când Irina Derevko, mama lui Sydney Bristow, și-a înscenat moartea când Sydney avea numai șase ani, tatăl lui Sydney, Jack Bristow a fost arestat. El i-a numit pe Arvin și pe Emily păzitori temporari ai lui Sydney. Nu se știe de ce Sydney va afirma în mai multe episoade că nu i-a cunoscut pe Arvin sau pe Emily decât după ce a început să lucreze pentru SD-6. Sydney a mai afirmat că o considera pe Emily o adevărată mamă.
În timpul sezonului 1, Emily este aproape omorâtă de cancer. Sydney o vizitează la spitalul SD-6, unde Emily mărturisește că știe despre existența SD-6 (deși crede că este afiliată cu CIA).
Sub protocolul securității, Sydney trebuia să o raporteze la Secțiunea de Securitate a SD-6, dar nu o face. SD-6 tot află până la urmă, iar Arvin are ordinul să o omoare. El încearcă să o salveze spunând că boala o va omorî oricum în curând. Surprinzător, cancerul lui Emily intră în remisie, iar Arvin este obligat să o omoare. În schimb, Arvin elaborează un plan ca să-i însceneze moartea, ascunzând-o pe o insulă izolată. Acolo el îi spune adevărul despre SD-6. Inițial a fost terifiată, dar dragostea lui Emily pentru Arvin o face să-l ierte și cei doi rămân împreună.
Odată cu căderea Alianței, Sloane (acum un terorist internațional căutat) îi spune lui Emily că sunt "liberi" și cei doi se mută într-o vilă din Toscana. Emily află că Irina, pe care o știa numai ca Laura Bristow și pe care o credea moartă, este încă în viață și că este o criminală care lucrează cu soțul ei. Arvin îi explică lui Emily că tot ceea ce a făcut a fost pentru a se asigura că a scăpat de cancer pentru totdeauna.
Emily se duce la Consulatul American din Florența, pentru a anunța că este soția lui Sloane și cere să vorbească cu Sydney. Sydney o contactează pe Emily, care îi spune că ea nu va fi scuza pentru crimele lui Arvin. Ea se oferă să ajute la prinderea și arestarea lui Arvin, dar cu condiția ca Arvin să nu primească pedeapsa cu moartea.
CIA-ul îi acceptă propunerea, iar Emily se întoarce în Toscana purtând un microfon. Arvin face un târg și își vinde toate bunurile, contactele și artefactele lui Rambaldi Irinei. În ultimul moment, după o dicuție înduioșătoare cu Arvin, Emily trece din nou de partea soțului ei. Îi arată microfonul - pe care îl deconenctează - după care fuge cu Arvin. Din păcate, în timpul raidului CIA-ului asuprea vilei, Emily este împușcată din greșeală de Marcus Dixon.